# Juan Bautista Torres
Juan Bautista Torres (* 2. April 2002 in Buenos Aires) ist ein argentinischer Tennisspieler.

## Karriere
Torres spielte bis 2020 auf der ITF Junior Tour. Dort konnte er mit Rang 13 seine höchste Notierung in der Jugend-Rangliste erreichen. Sein bestes Abschneiden bei einem Grand-Slam-Turnier hatte er bei den French Open 2019, als er das Halbfinale erreichen konnte, wo er Dominic Stricker unterlag. 2020 war er eigentlich noch spielberechtigt, nahm aber nach den French Open an keinem weiteren Junior-Turnier mehr teil.
Bei den Profis spielte Torres ab 2019, Ende 2020 schaffte er im Einzel den ersten Titelgewinn auf der ITF Future Tour, wodurch er im Einzel in die Top 1000 der Weltrangliste einzog. 2021 zog er in drei weitere Finals ein, von denen er zwei gewinnen konnte und so in die Top 500 einzog. Im Doppel überraschte er bei seinem allerersten Turnier der ATP Challenger Tour in Buenos Aires, indem er dort mit Luciano Darderi überraschend den Titel gewann und somit ebenfalls unter die besten 500 im Doppel kam. 2022 zog er an der Seite von Darderi in Tigre noch einmal in ein Finale ein. Der größte Erfolg im Einzel gelang Torres Anfang 2022, als er in Blumenau als Ungesetzter das Finale erreichen konnte. Im Einzel und Doppel steht er aktuell jeweils auf seinem Karrierehoch von etwa Platz 350.

## Erfolge
| Legende (Anzahl der Siege) |
| Grand Slam                 |
| ATP Finals                 |
| ATP Tour Masters 1000      |
| ATP Tour 500               |
| ATP Tour 250               |
| ATP Challenger Tour (3)    |

### Einzel

#### Turniersiege
| Nr. | Datum           | Turnier   | Belag | Finalgegner     | Ergebnis      |
| --- | --------------- | --------- | ----- | --------------- | ------------- |
| 1.  | 3. Juli 2022    | Troyes    | Sand  | Benjamin Hassan | 7:62, 6:2     |
| 2.  | 24. August 2024 | Dobritsch | Sand  | Iwan Gachow     | 5:7, 6:0, 7:5 |

### Doppel

#### Turniersiege
| Nr. | Datum            | Turnier      | Belag | Partner         | Finalgegner                                | Ergebnis    |
| --- | ---------------- | ------------ | ----- | --------------- | ------------------------------------------ | ----------- |
| 1.  | 24. Oktober 2021 | Buenos Aires | Sand  | Luciano Darderi | Hernán Casanova Santiago Rodríguez Taverna | 7:65, 7:610 |